# 龟城站
龟城站（韓語：구성역）是朝鮮民主主義人民共和國平安北道龟城市的一個鐵路車站，属于平北线和青年八院线。

## 邻近车站
平北线
方峴站 - 龟城站 - 白雲站
青年八院线
东山站 - 龟城站